# Матвіївка (Золотоніський район)

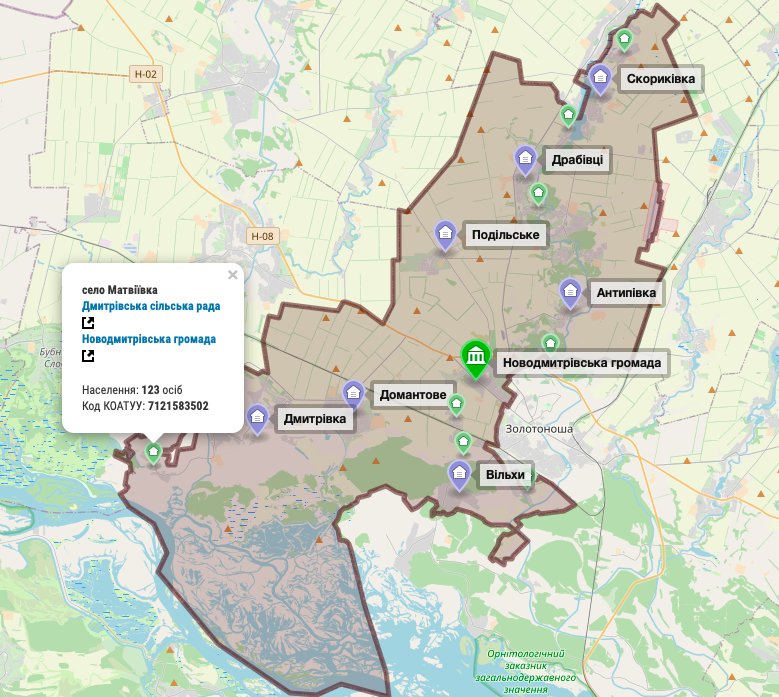
Новодмитрівська ОТГ

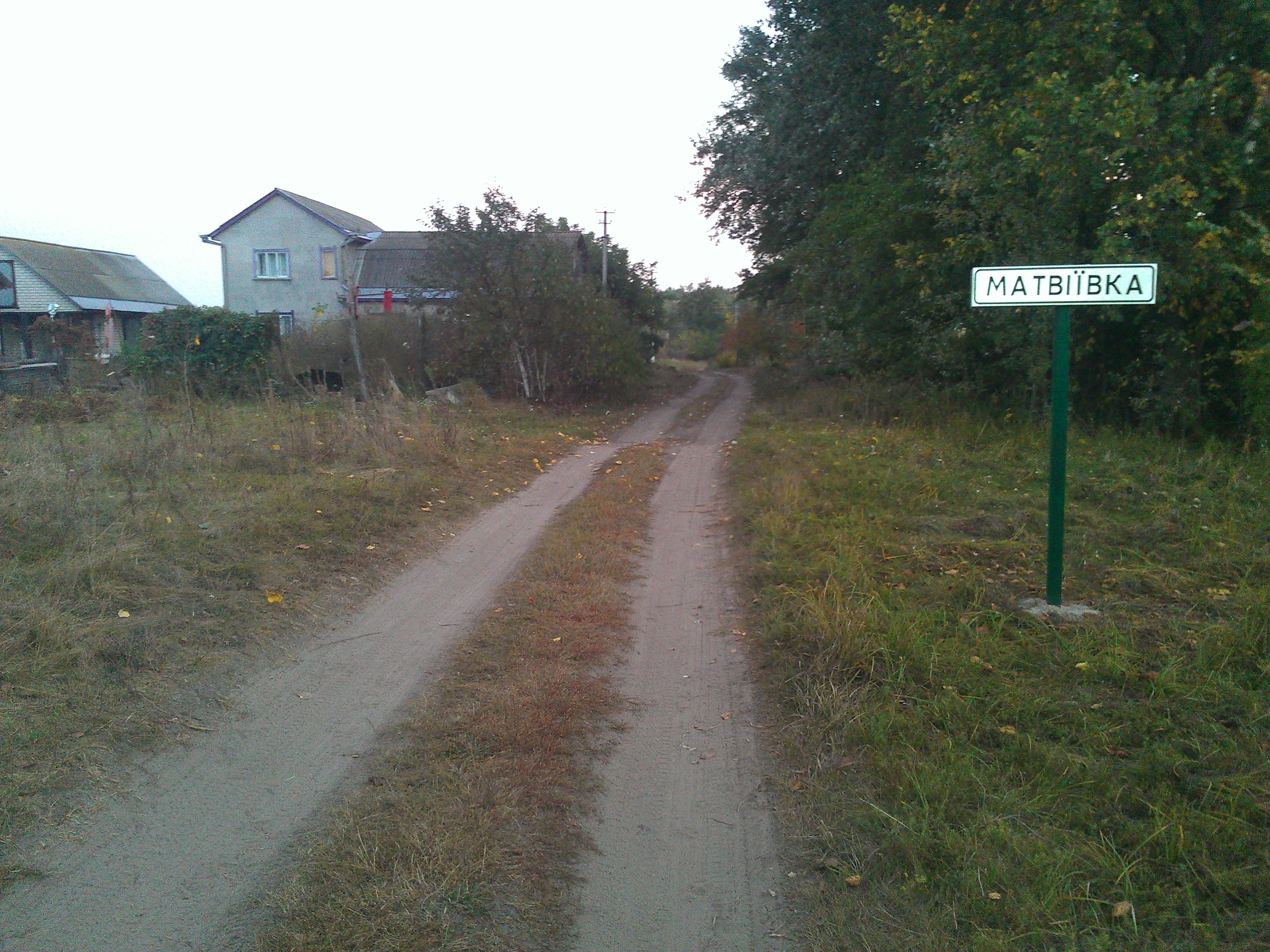
В'їзд до села Матвіївка

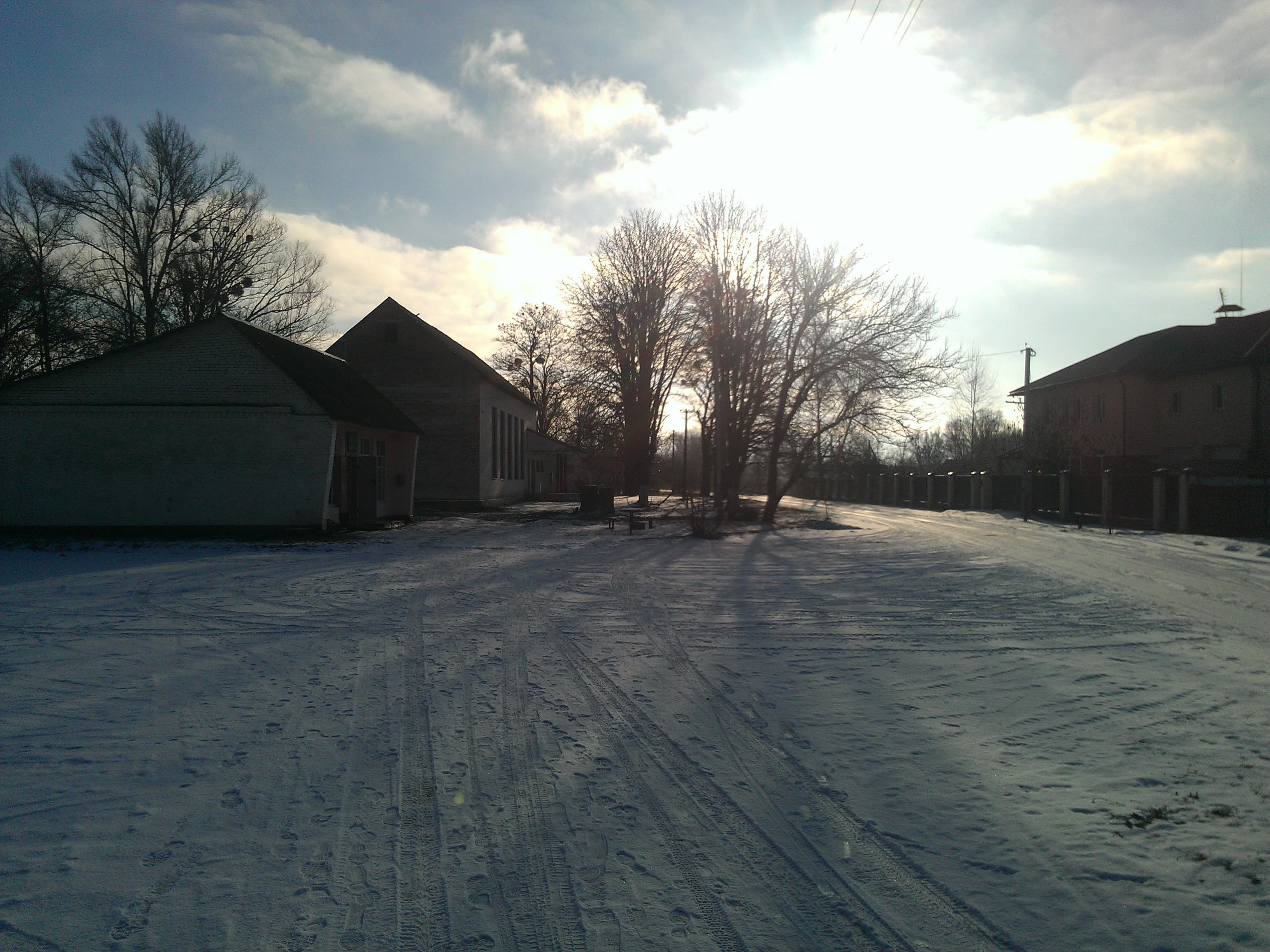
Центр села Матвіївка

Матві́ївка — село в Україні, у Золотоніському районі Черкаської області. Входить до складу Новодмитрівської сільської громади. Населення — 123 чоловіка (на 2001 рік).

## Географія
Розташоване за 28 км. на захід від райцентру біля р. Супій та Кременчуцького водосховища. Місцевість переважно низовинна, місцями заболочена, оточена лісами. Природа приваблює численних любителів активного та тихого відпочинку. Найближчими сусідами є села Шабельники та Дмитрівка. Село розташоване на площі 136 га. Тут лише три вулиці загальною протяжністю 7 км. Поряд з новими назвами сільські кутки та вулиці зберегли і архаїчні назви: Кучани, Селяни, Царина. Найпоширеніші прізвища в Матвіївці - Бакум, Пономар.

## Історія
Вік Матвіївки досить поважний - понад 300 років. Перша згадка про це поселення датується 1698 р. Оскільки в переписі населення 1666 року село ще не згадано, можна припустити, що воно виникло на хронологічному відтинку між цими датами.
Щодо походження назви села, то вона має антропонімічний характер і пов`язана з першопоселенцем на ім`я Матвій. Суфікс -івк- здебільшого застосовується для твореня ойконімів, пов`язаних з людьми.

Матвіївський курінь належав до Домантівської сотні, його козаки боронили рідну землю від непроханих російських зайд. За "Описами Київського намісництва" (80-ті роки XVIII ст.) в селі Матвіївка налічувалося 24 двори з 95 мешканцями. Переважна більшість місцевої людності на той час уже потрапила в залежність від великих землевласників, зокрема колезького асесора М.Гриневича та військового товариша Платковського.
Село є на мапі 1826-1840 років.
Із запровадженням нового адміністративного поділу Матвіївка була підпорядкована Піщанській волості. У пореформену добу швидко зростало населення села. Так, тоді як у 1885 р. тут налічувалося 59 дворів із населенням 324 жителі, то на 1900 р. ці цифри становили відповідно 70 і 430, а на 1910 р. - 82 і 455. Отже, порівняно з кінцем XVIII ст. населення зросло більш ніж учетверо.
Матвіївчани на поч. ХХ ст. володіли 648 дес. землі, з них лише 267 дес. - орної. У селі налічувалося два заможні господарі, більшість же страждала від безземелля (7 господарств) і малоземелля (36). Землю обробляли примітивними знаряддями праці: у господарствах на той час налічувалося 35 плугів, 88 сох і 77 борін. Як живе тягло використовувалося 53 воли та 58 коней. У 1910 р. під посівами було 127 дес. жита, 20 - ярої пшениці. 11 - ячменю, 31 - вівса, 41 - гречки, 7 - проса. 21 десятину відвели під городину, 4 - соняшник, 8 - льон і коноплі, 12 - баштан. У приватних господарствах жителів утримувалося 282 голови ВРХ ( з них - 77 корів), 237 - овець, 78 свиней, 267 курей. Сім сільських пасічників збирали мед з 157 вуликів. Зерно переробляли на 6 матвіївських вітряках, а замовлення матвіївців виконували 2 теслі, 7 ткачів, 4 кравці, 1 швець, 1 коваль.
Наприкінці ХІХ ст. у Матвіївці була відкрита земська початкова школа. У цьому закладі станом на 1 січня 1909 р. навчалося 93 учні (89 хлопчиків і лише 4 дівчаток). Рівень писемності тамтешнього населення залишався низьким - 20%. Всього 16 місцевих жінок уміли читати й писати.
У роки Української національно-демократичної революції 1917-1921 рр. було здійснено розподіл поміщицької землі. На початку непівського періоду Матвіївка була підпорядкована Домантівській сільській раді. За переписом середини 1920-х рр. у селі налічувалося 118 господарств з населенням 565 жителів (262 чоловіки і 303 жінки)
У 1929 р. незаможницькі господарства матвіївки об`єднали в колгосп "Червоний Дніпровець", його правління очолив І.А. Татар. Згодом до нього було втягнуто майже всіх місцевих селян. Пережили матвіївці й страшні та голодні 1932-1933 рр. та період сталінських репресій. Проте найбільшим випробуванням для селян стала війна з німецьким нацизмом. Понад 100 жителів села взяло участь у цьому священному двобої із загарбниками, 43 не повернулося до рідних домівок. Кілька десятків матвіївців за мужність і героїзм на фронтах війни було нагороджено бойовими орденами та медалями. Навіки прославив своє село Я.Т. Андрющенко, який за свої подвиги у боротьбі з ворогом був удостоєний високого звання Героя Радянського Союзу.
У роки повоєнної відбудови матвіївське господарство функціонувало самостійно. Село було забезпечене електрострумом від місцевої ГЕС на Супої. З 1950 р. у зв`язку з укрупненням колгоспів "Червоний Дніпровець" припинив своє самостійне існування, а його землі та виробничі об`єкти увійшли до складу дмитрівського колгоспу "Більшовик". Тоді Матвіївка була підпорядкована Дмитрівській сільраді. Матвіївчани зробили свій вагомий внесок у феєричні успіхи колгоспу "Більшовик" - визнаного районного лідера аграрного виробництва. Кращі працівники ланів і ферм удостоїлися урядових відзнак. Зокрема, орденом "Знак Пошани" була нагороджена доярка Н.С. Корзун.
У 1960-1970 рр. було збудовано нове приміщення сільського клубу, працювали початкова школа, дитсадок, ФАП.
Разом з дмитрівчанами жителі Матвіївки пережили сучасні аграрні метаморфози 1990-х рр. Майже усі колишні матвіївські колгоспники передали свої земельні паї ТОВ " Багатир". Декілька матвіївців пов`язало свою долю з фермерським господарством В.П. Драча "Златополь". У селі працює млин, який обслуговує не лише місцевих мешканців, але й дмитрівчан. До послуг матвіївців - фельдшерський пункт, клуб, бібліотека. Свого часу на всю Черкащину славилася матвіївська хор-ланка. Цей знаний колектив художньої самодіяльності став дипломантом багатьох конкурсів, йому випала честь взяти участь у Всеукраїнському огляді "Сонячні кларнети" (худ. керівник - М.П. Сідина)
Родом з Матвіївки - заслужений артист України, актор Запорізького музично-драматичного театру Ю.П. Бакум. Часто буває в селі та кладе на полотно барви його чудових краєвидів відомий художник із Кіровоградщини В.О. Коляда, до речі, уродженець Кривоносівки.

## Відомі люди
В селі народився  Андрющенко Яків Трохимович — Герой Радянського Союзу;